# Baryphyma insigne
Baryphyma insigne là một loài nhện trong họ Linyphiidae.
Loài này thuộc chi Baryphyma. Baryphyma insigne được Palmgren miêu tả năm 1976.